# Université de San Francisco

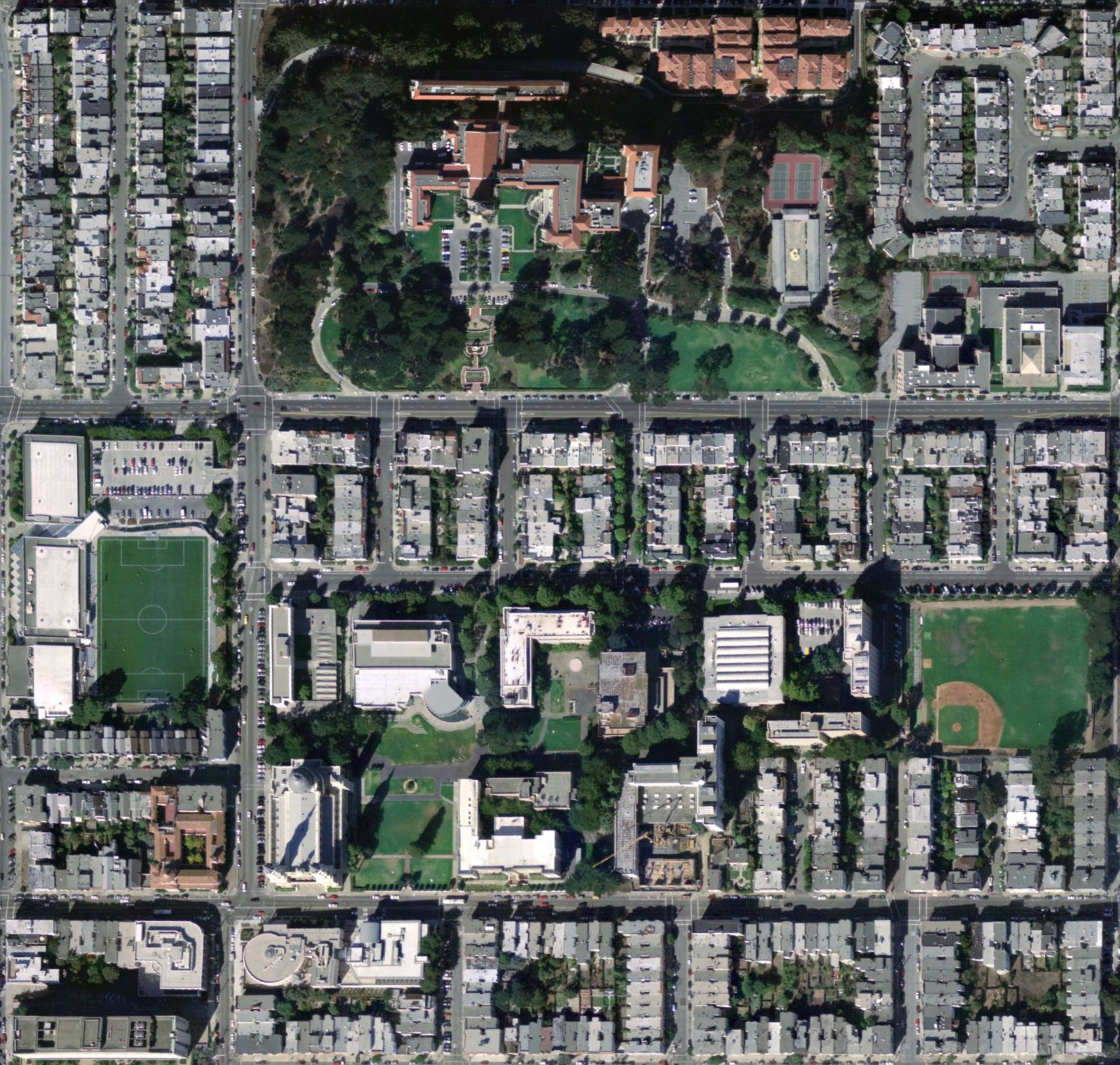
Image satellite du campus.

L'université de San Francisco (en anglais : University of San Francisco ou USF) est une université privée jésuite et catholique, située dans la ville de San Francisco en Californie. Fondée en 1855 elle compte aujourd'hui près de 10 000 étudiants.

## Histoire
Fondée en 1855 par les révérends Anthony Maraschi, Joseph Bixio, et Michael Accolti, elle compte actuellement plus de 8 772 étudiants. Son campus s'étend sur 20,63 hectares et se situe sur la colline de Lone Mountain, entre le presidio et le Golden Gate Park ; sa dotation est de 190 millions de dollars.
Reserve Officers Training Corps est lié à l'université.

## Bâtiments religieux
- Église Saint-Ignace de San Francisco
- Loyola House (LH)

## Sports
- Negoesco Stadium
- War Memorial Gymnasium
- Ulrich Field (UL)
- San Francisco Dons basketball
- San Francisco Dons
- Koret Health and Recreation Center (KO)
- Soccer, volley-ball, football américain, etc.

## Personnalités liées à l'université
- James D. Phelan (1861–1930), homme politique et banquier
- Pierre Salinger (1925–2004), homme politique
- Burl Toler, Ollie Matson, Bob St. Clair et Gino Marchetti, joueurs de football américain inscrits au Pro Football Hall of Fame
- Bill Russell, joueur de basketball
- K.C. Jones, joueur de basketball
- Gordon Bowker, cocréateur de Starbucks
- Alejandro Toledo, président du Pérou
- Paul Otellini, direction d'Intel Corporation / Google Inc
- Michael Franti, musicien
- Olivier Weber, écrivain, correspondant de guerre, ambassadeur de France
- Joe Rosenthal, photographe
- Sam Green, réalisateur
- Kevin Jepsen
- George Cheung, acteur
- Barbara Hammer, réalisatrice
- Aaron Poreda, joueur de baseball
- Phil Smith, joueur de basketball
- Craig Santos Perez, poète, essayiste, professeur d'université
- Myung Mi Kim, poète et professeur de littérature
- Aaron Shurin, poète essayiste professeur de création littéraire
- Dodie Bellamy, poète, romancière, essayiste, journaliste, universitaire américaine
- Rosie Malek-Yonan, actrice et activiste pour les droits de l'Homme américaine